# Arquitectura prehistòrica de Galícia
L'arquitectura prehistòrica de Galícia abasta les formes de construcció emprades pels habitants de Galícia des de fa 2 milions d'anys (prehistòria) fins a l'arribada dels romans i la consegüent romanització de Galícia.

## Història
Les primeres construccions de grandària considerable trobades a Galícia daten de l'edat de pedra. Durant el Neolític s'hi expandí la cultura megalítica la construcció més destacada de la qual és l'anta o el dolmen, estructures funeràries sobre les quals es construïa un túmul. Els plans d'aquestes cambres funeràries solien ser pseudocirculars o trapezoïdals, formats per enormes pedres clavades al terra i altres que les cobrien, formant un sostre. Segon n'evolucionen els tipus, hi apareix una entrada en corredor anomenada dromos, que a poc a poc pren importància fins a ser tan àmplia com la cambra. En l'estadi més avançat, n'eren comuns els sostres arcats i les falses cúpules.
Els primers metalls i la ceràmica campaniforme arribaren a Galícia procedents de Portugal cap a l'any 2000 ae, durant l'Eneolític o edat del coure. De l'edat de bronze (1800-700 ae) es conserva una gran quantitat de gravats en penyes a l'aire lliure, denominats petròglifs. A la fi d'aquesta època apareix la cultura dels castres, recintes fortificats característics de l'edat de ferro al nord-oest peninsular.

## Arquitectura megalítica
En una primera fase o fase inicial, els dòlmens més antics eren poligonals simples i les cambres eren menudesa (12 m de diàmetre per 1 m d'alçada) i sense corredor. Els aixovars típics incloïen ceràmica llisa o amb decoració impresa i instrumental lític com micròlits, làmines i destrals polides.
Durant la segona fase o fase d'apogeu, des de començaments del IV mil·lenni, hi aparegué el corredor d'entrada, les cambres eren més grans i es gravaven o pintaven les pissarres. Açò s'estén per quasi tot el territori galaic. Els aixovars inclouen els materials de la fase anterior, però augmenten els instruments polits, i hi predomina la punta de fletxa de base triangular. S'entra en el Neolític final i l'Eneolític inicial.
Els túmuls de l'últim període o fase final (2200-2000 ae) són de grandària reduïda (entre 6 i 12 m de diàmetre i menys d'1 m d'altura). Són sarcòfags quadrats o rectangulars i amb una única llosa com a coberta que destaquen menys en el paisatge. Sembla que s'abandonen els enterraments col·lectius i se'n generalitzen els individuals. Els aixovars són diferents dels anteriors: dobles destrals, dobles aixes, maces, cisells i aixades grans. La presència d'objectes perforats s'interpreta com a prova de l'existència de contactes amb les zones atlàntiques de França i Bretanya i del sud de la península Ibèrica. Aquest període antecedeix a l'aparició de la cultura del vas campaniforme.
Alguns d'aquests túmuls es reutilitzaren més tard, en època romana, com a llocs de vigilància. Exemples en són el campament de la Ciutadella (Sobrado). Bastants se n'han destruït en època recent per tal de trobar-hi suposats tresors d'or o com a conseqüència d'activitats agrícoles (cultius, repoblacions forestals), obertura de carreteres, establiment d'indústries, etc. De molts queda només el record en la toponímia.
Durant la dècada de 1920 aparegué la teoria "orientalista", segons la qual els constructors de megàlits provenien de l'est mediterrani. Després, Bosch Gimpera proposà la teoria "occidentalista": els primers constructors serien pastors descendents dels grups mesolítics situats al nord-oest de la península Ibèrica, d'on se'n difondria cap al sud. Ara es pensa que aquesta cultura podria tenir l'origen a l'alt Alentejo, on s'han trobat sepulcres sense corredor, coneguts com a "protodòlmens". D'aquests sorgirien els dòlmens de corredor amb enterraments col·lectius que s'expandirien cap al nord. La teoria dels contactes amb Bretanya i Irlanda estan pràcticament descartades en les etapes inicials d'aquest període.

### Túmuls

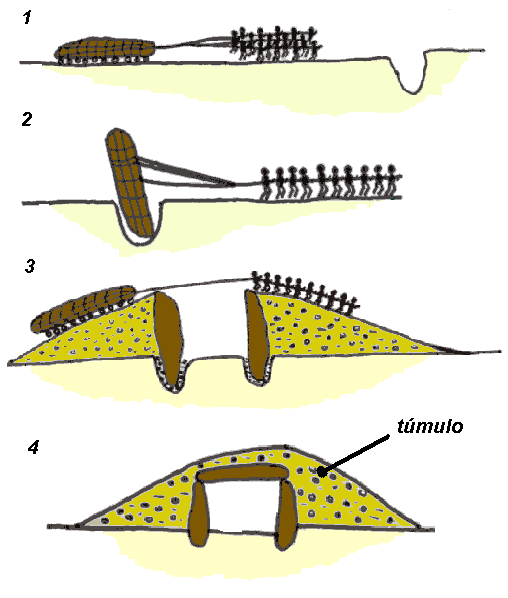
Construcció d'un túmul o mámoa

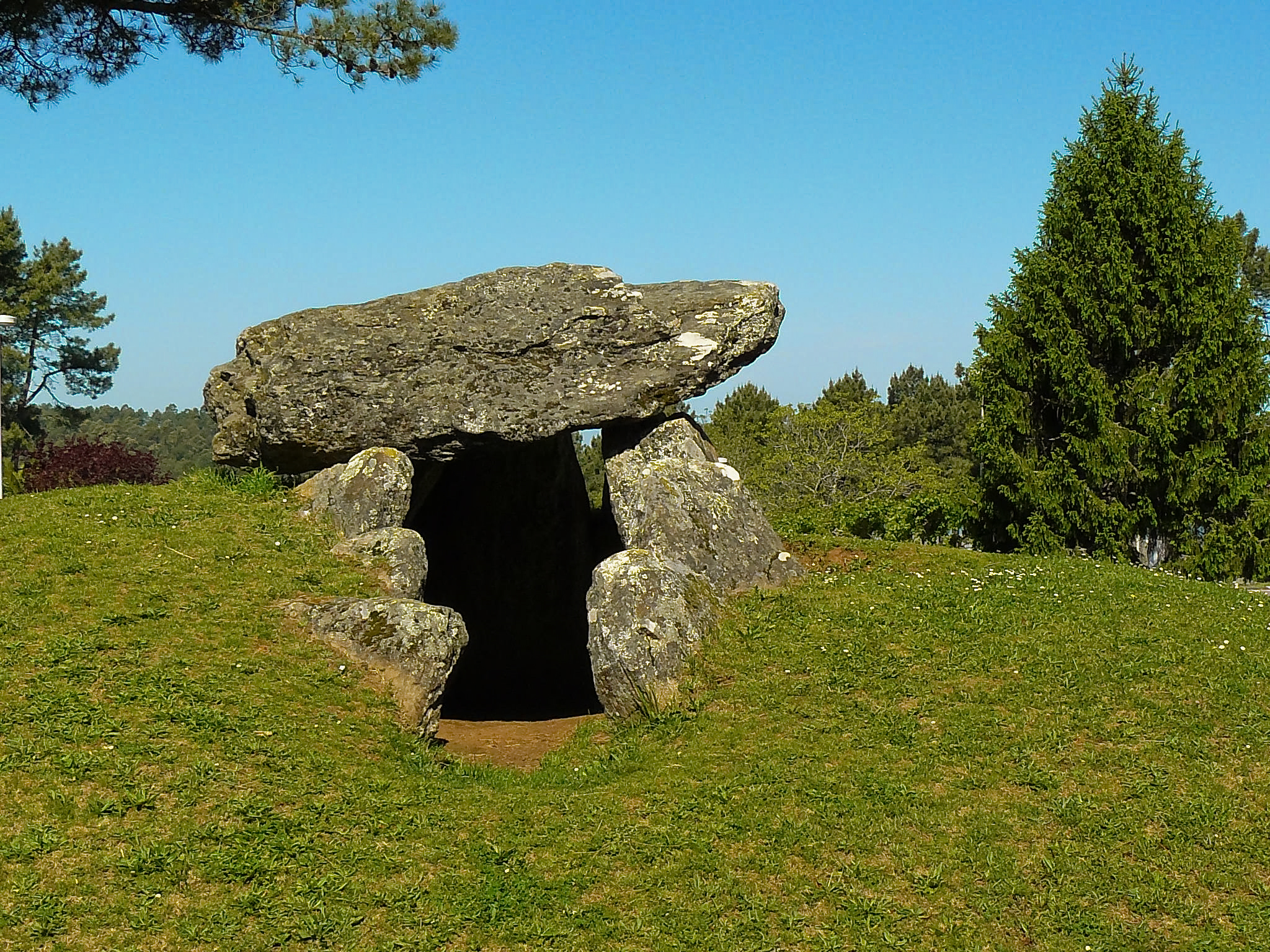
Dolmen de Meixoeiro, Mos

Els dòlmens estaven parcialment o totalment coberts de terra, formant un túmul, que tenia planta circular o ovalada, i es veuen en el paisatge com muntanyes de terra suaus semblants a mames (d'on prenen el nom en gallec) i són, en general, visibles a llarga distància. La funció d'aquests túmuls és un enterrament col·lectiu, i els morts s'acompanyaven d'un aixovar consistent en aliments, armes, útils, adorns i ídols. No s'ha conservat cap esquelet a causa de l'acidesa del sòl.
Aquests túmuls es distribueixen uniformement per tot el territori i apareixen tant a pocs metres de la costa com a les altes muntanyes orientals. En són més freqüents a la meitat occidental i especialment als cims de les serres de superfícies planes (com a la serra del Barbanza) i en planes situades a mitjana altura, mai en pendents escarpats. Els túmuls solen aparèixer en conjunts, formant necròpolis tumulars.
El diàmetre n'oscil·la entre els 8 m i els 40. Els més grans són el de la Mouta Gran (Verea) i el de la Madorra de la Granxa (Castro de Rei), que fan 70 m. L'alçada n'oscil·la entre els 50 cm i els 4 m, tot i que la majoria no en sobrepassa els 2 m. Sol haver-hi un anell perifèric de pedra i una protecció. Com que els túmulos s'usaren durant llargs períodes, les estructures en varien, i se'n donen casos de túmuls que incorporen túmuls preexistents.

### Dòlmens

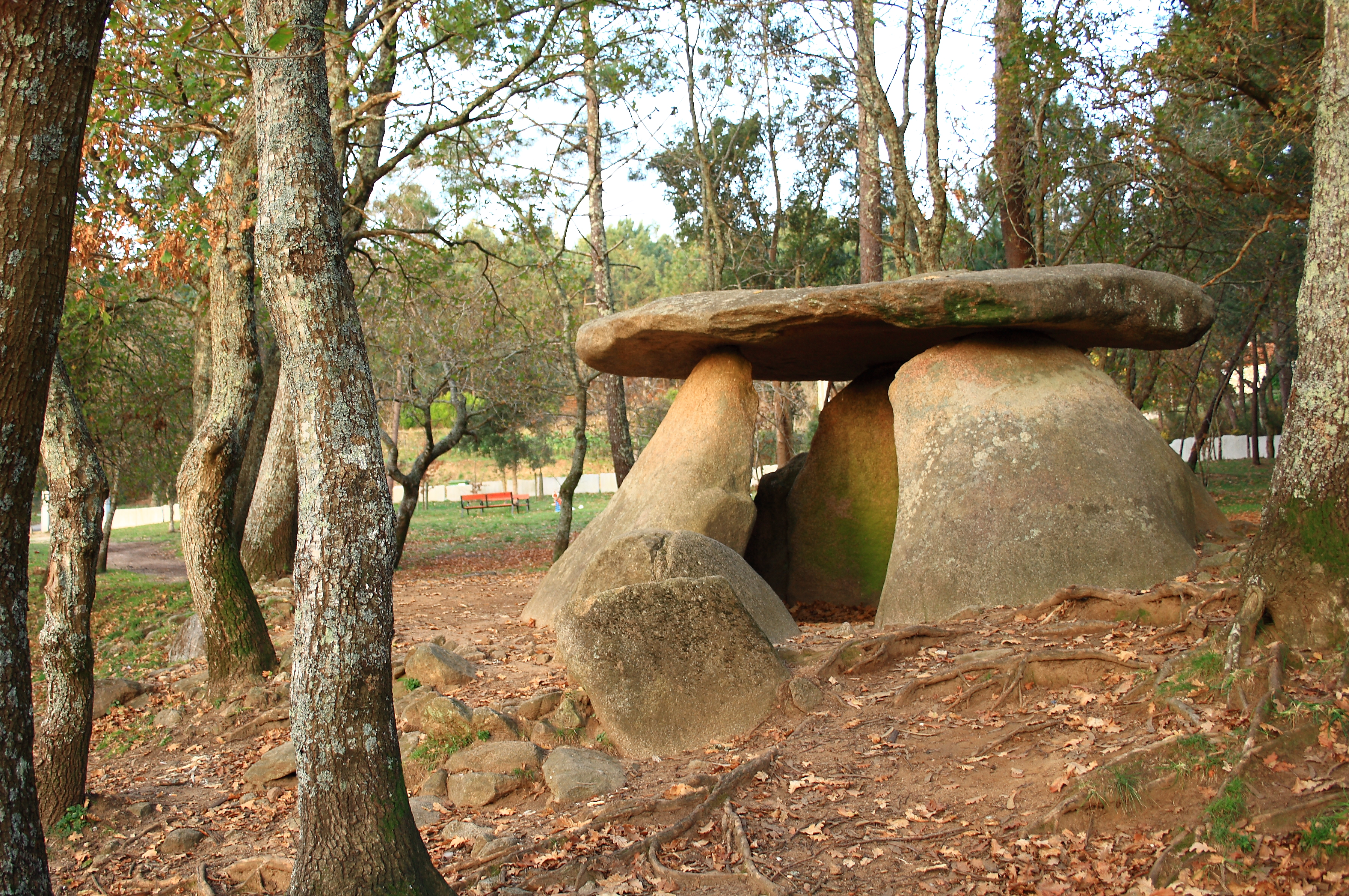
Dolmen d'Axeitos, Ribeira

Les estructures interiors dels túmuls constitueixen la cambra funerària, que sol ser de planta poligonal. Estan construïts amb pedres grosses (tot i que, en poques ocasions, són de simple maçoneria). Els ortòstrats estan clavats verticalment i inclinats cap a dins. Es tanquen per dalt amb pedres grans. Es pavimenten amb terra batuda o fins i tot lloses. A Galícia en són menuts.
Els dòlmens simples són els més antics. Durant el període de major desenvolupament de la cultura megalítica aparegueren els dòlmens de corredor, en els quals aquests passadissos, petits, s'uneixen a la cambra i es van ampliant cap a fora. Sembla que els corredors tenien importància ritual, perquè hi han aparegut elements simbòlics, com esteles.
Els aixovars són poc abundants hui, en part a causa de l'espoli secular a què sotmeteren els túmuls.

### Cistes
En el darrer període del megalitisme els enterraments es fan més petits i hi coexisteixen túmuls secundaris, masses tumulars, túmuls sense cambra diferenciada i cistes sense túmul.

### Menhirs i cercles de pedres
Aquestes construccions sembla que no estan relacionades amb els ritus funeraris. N'hi ha poques si es compara amb altres àrees com Gran Bretanya o Bretanya. El més conegut n'és la Lapa de Gargantáns (Moraña), que fa 2,35 m d'altura. Presenta alguns gravats i decoració de cassoletes en totes les cares. El menhir de Cristall (Ribeira) fa 2,50 m, té nou cassoletes en una de les cares i una en una altra. Es coneixen altres menhirs (també denominats pedrafitas), com el de Pedra Chantada (Vilalba), el de Pedra Alta de Cortegada i altres dos a Guntín.
Els menhirs gallecs acaben en punta, tenen els costats asimètrics i estan decorats amb cassoletes.
La majoria dels suposats cercles de pedres han desaparegut. Es coneixen els de l'Eira de les Bruixes a mont Neme, a l'illa de l'Estrela (Corme), a la muntanya Corzán (Negreira) i a la plana de la Mourela (As Pontes).

## Arquitectura de l'edat de bronze
En l'edat de bronze (1800-700 ae), la metal·lúrgia evidencià canvis en la forma i en la tècnica amb l'aparició d'aquest metall. La base econòmica era l'agricultura, la ramaderia i l'aprofitament dels recursos marins, tot i que la metal·lúrgia del bronze hi tingué un paper important, fins i tot en l'augment dels intercanvis d'aquests béns amb l'Europa atlàntica i amb la Mediterrània peninsular.
Són moltes les peces de joieria que conservem: polseres, diademes, braçalets... cosa que palesa la jerarquització d'aquesta societat. Per la quantitat i qualitat destaca el tresor de Caldas de Reis, hui al Museu Provincial de Pontevedra, així com el casc de Leiro (Rianxo), al Museu Arqueològic del Castell de Santo Antón, a la Corunya.
La importància de la guerra en aquesta societat ens la mostra el nombrós armament metàl·lic que hi trobem: punyals, destrals, punta de llança, espases... Els llocs on aparegueren les restes més importants són O Hío (Pontevedra), Roufeiro (Ourense) i Leiro.
De l'edat de bronze es conserva una gran quantitat de petròglifs, gravats en penyes a l'aire lliure. Els gravats existents a Galícia formen l'anomenat Grup Galaic d'Art Rupestre. Tots se'n feren sobre granit (tret d'O Incio, on estan gravats sobre pissarra, i a Sarria i Samos sobre esquist), tot i que no se sap si en fou una elecció intencional o si és que es tracta simplement del material més durador. El conjunt de petròglifs gallecs és un dels més rics i peculiars dins del marc europeu i mundial.
Aquests gravats de la societat de l'edat de bronze coincideixen amb l'expansió inicial de la metal·lúrgia. En molts casos, però, apareixen gravats de datacions posteriors barrejats amb els anteriors, a voltes amb la finalitat de cristianizar els símbols considerats pagans, com succeí amb molts castres en què s'erigiren ermites, esglésies o creus de terme en el lloc que ocupaven com a procés de cristianització de llocs que eren objecte de llegendes (amb els àrabs de protagonistes en la majoria) i cultes pagans per part del poble.

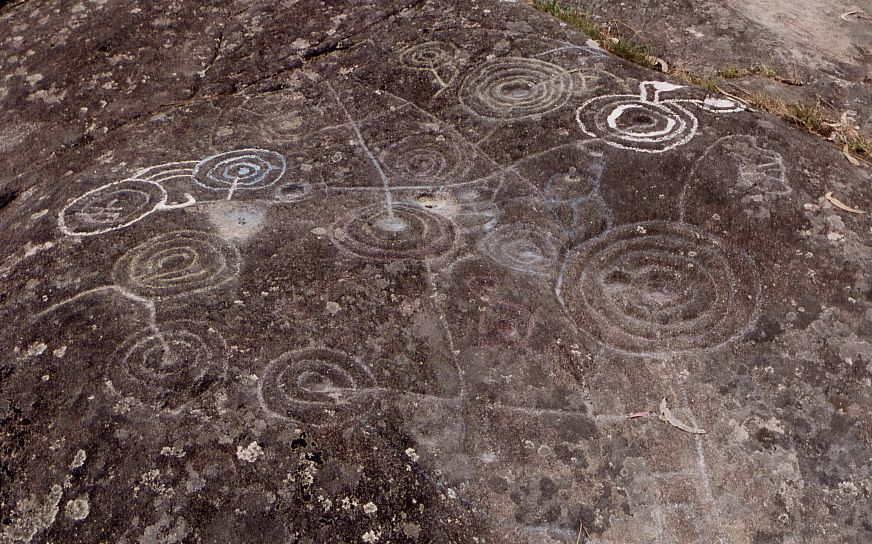
Petròglifs de Mogor, Marín

La major part dels petròglifs descoberts a Galícia es trobaven sobretot a la franja costanera que va de la ria de Muros i Noia a la desembocadura del riu Miño, i concretament a la vall del riu Lérez, on es conserven la major part dels gravats. Com més ens allunyem d'ací cap al nord o a l'interior en trobem un nombre molt inferior i quasi sempre relacionats amb les valls dels rius.
Alguns jaciments més destacats són els del Parc arqueològic de Campo Lameiro (conjunt considerat com la "Capella Sixtina" dels petròglifs gallecs), i els dels Laberints de Mogor (Marín) entre d'altres.

## Arquitectura dels castres

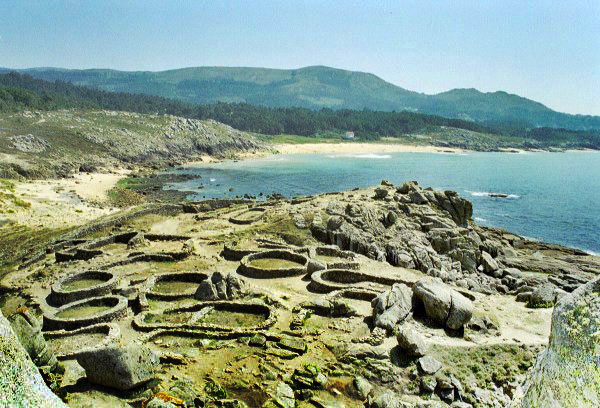
Castro de Baroña, Porto do Son

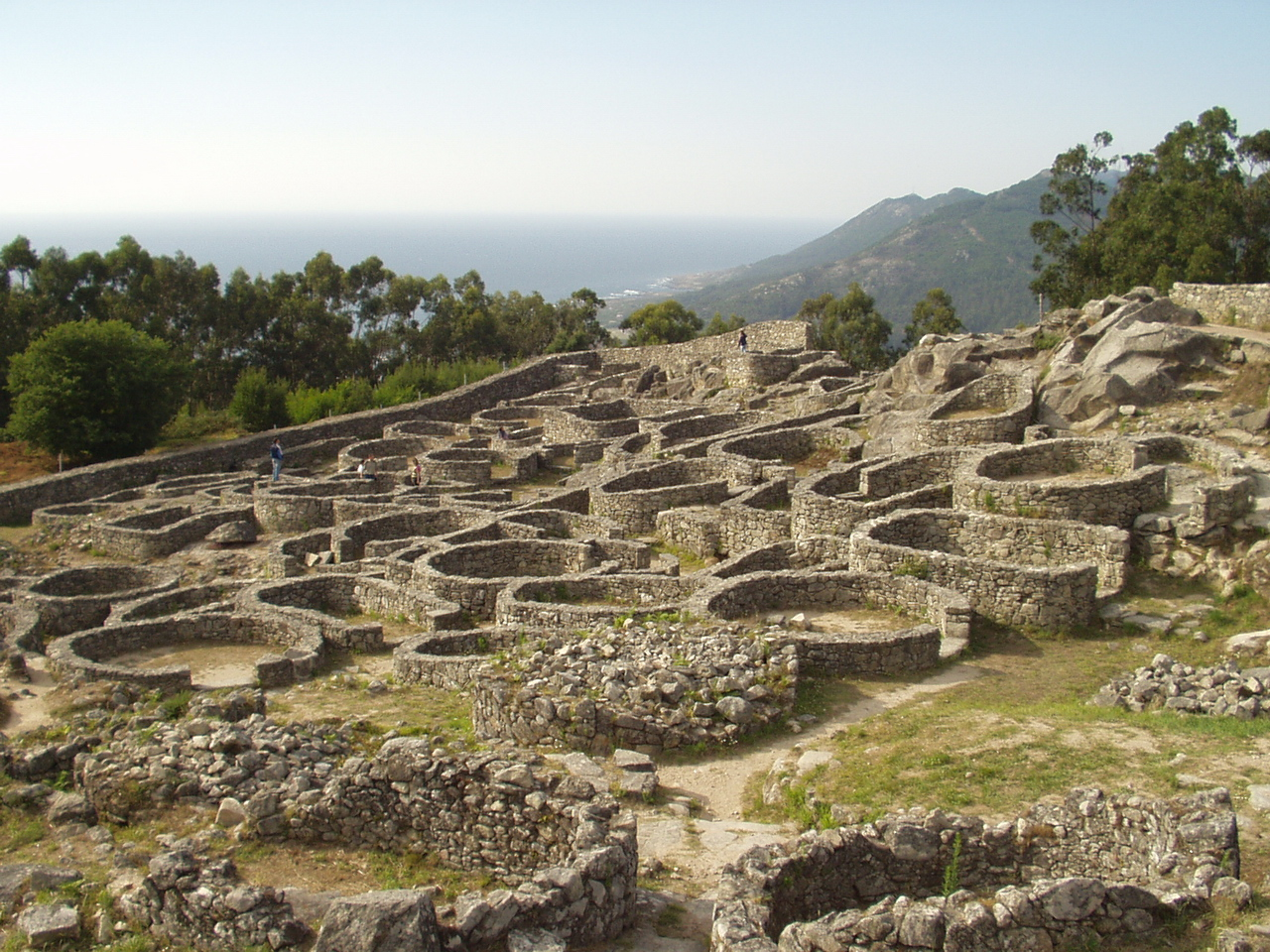
Castro de Santa Trega, A Guarda

La indoeuropeïtzació del quadrant nord-occidental de la península Ibèrica durant l'edat de bronze continuà amb elements potser celtes durant l'edat de ferro, a partir del s. VI ae. Aparegué així la cultura dels castres, caracteritzada pels castres, poblats fortificats sense quasi urbanisme. Tot i que de vegades ferro i cultura dels castres es considerin equivalents, cal distingir entre els dos conceptes perquè la transició entre el bronze i el ferro és encara prou desconeguda i no és clar quins elements anteriors pervisqueren i d'on provenen els trets prototípics del món dels castres. Els castres més antics daten dels s. VIII i VII ae. Aquesta àrea cultural té el límit oriental en el riu Navia i el Bierzo i el meridional al Duero. No es donà en cap moment un procés de construcció d'entitat estatal, perquè és una societat de tipus gentilici.
De la lenta fusió per aculturació entre els mons dels castres i el provincial romà sorgeix la cultura galaicoromana.

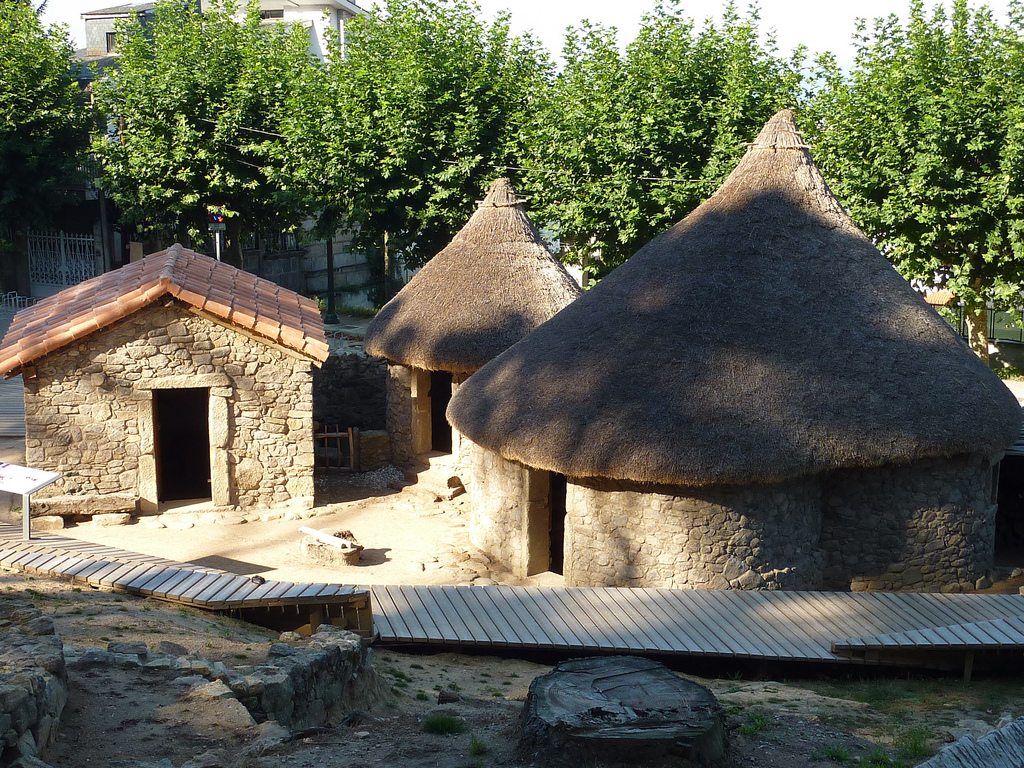
Exemple de cases al castre de Vigo

Les construccions característiques dels celtes eren els castres, viles emmurallades, habitualment situades dalt d'un turó.
Les cases tenien de 3,5 a 5 m de longitud i eren generalment circulars, poques rectangulars, de pedra i amb sostres de palla, amb una columna central. Els carrers solien ser regulars, amb algun tipus d'organització central.
A l'actual territori de Galícia els castres predominants són els menuts i mitjans; n'hi ha un augment en la grandària mitjana al nord, on els castres no solen superar les 2 hectàrees, amb exemples com el castre de Baroña de 2,26 ha o les més de 3 ha del castre d'Elviña, i el sud, on fins i tot hi ha castres de 20 ha, com el de Santa Trega, ja pertanyent al moment final, o el castre de San Cibrao de Las, de 9,5 ha. Al nord de Portugal hi ha castres més grans i d'un procés de romanització més avançat: la citânia de Briteiros, la de Sanfins, o Mozinho.
No se sap amb exactitud el nombre de castres que hi havia a Galícia, però pot calcular-se'n un mínim de 3.000, tot i que no tots estaven habitats alhora i potser n'hi havia al voltant de 1.500 en l'època de més vitalitat, però només hi ha uns 50 castres excavats arqueològicament.